# Ergotamina
L'ergotamina è  un principio attivo di indicazione specifica per il trattamento dell'emicrania, isolato nel 1921.

## Indicazioni
È utilizzata come terapia contro gli attacchi acuti di emicrania quando non rispondono agli analgesici.
La molecola è strutturalmente simile a neurotrasmettitori quali la serotonina, la dopamina e l'adrenalina: ciò le consente di legarsi ai rispettivi recettori, fungendo da agonista. L'effetto anti-emicranico è dovuto alla costrizione dei vasi intracranici extracerebrali, mediata dal recettore 5-HT1B , e all'inibizione della neurotrasmissione nel trigemino tramite i recettori 5-HT1D.

## Controindicazioni
Provoca dipendenza ed è sconsigliato in soggetti anziani, a chi soffre di disturbi vascolari periferici, di ipertensione, di coronaropatia ed in gravidanza e allattamento. Controindicata l'assunzione concomitante con macrolidi, antimicotici o altri vasocostrittori.

## Dosaggi
- Dipende dai prodotti

## Effetti indesiderati
Fra gli effetti collaterali più frequenti si riscontrano vomito, dolore addominale, vertigini, nausea, crampi, diarrea. Vi è rischio di vasospasmo periferico o coronarico che può portare ad infarto miocardico. Nel caso, sospendere la somministrazione e recarsi dal medico.
Le succitate azioni sono dovute principalmente all'interazione dell'ergotamina con i recettori D2 dopaminergici e 5-HT1A serotoninergici, a livello centrale e periferico.